# Kevin Lamoureux
Pour les articles homonymes, voir Lamoureux.
Kevin Lamoureux, né le 22 janvier 1962, est un homme politique franco-manitobain (canadien français), ; il est l'actuel député à la Chambre des communes du Canada, représentant la circonscription manitobaine de Winnipeg-Nord depuis le 29 novembre 2010 sous la bannière du Parti libéral du Canada. Il est l'ancien député provincial de la circonscription d'Inkster dans la capitale manitobaine de 2003 à 2010.

## Biographie
Kevin Lamoureux a été élu député dans la région de Winnipeg en 1988. Il a été réélu en 1990 et 1995 puis il a été battu en 1999. Il ne parvient pas à être élu lors des élections fédérales suivantes sous la bannière libérale, il envisage alors de démarrer une petite entreprise.
Kevin a effectué un retour en politique provinciale en 2003 avant d'être réélu en 2007. En 2010, le député Lamoureux annonce son départ de la scène politique provinciale, le chef du Parti libéral manitobain, Jon Gerrard devenant le seul représentant de sa formation politique à l'Assemblée législative.
Kevin démission son siège provinciale en 2010 pour tenter de se faire élire à la Chambre des communes canadienne dans une élection partielle qui est tenue pour remplacer le poste vacant laissé par la démission de l'ancienne députée néo-démocrate Judy Wasylycia-Leis qui a démissionné pour tenter sa course à la mairie en 2010. Il avait été élu ayant défait le candidat néo-démocrate Kevin Chief.